# مهرجان أسبوع الجمل
أسبوع الجمل هو مهرجان فني ثقافي واجتماعي، ينظم أواخر شهر يوليوز من كل سنة بمدينة كلميم باب الصحراء بالجنوب المغربي. ويحظى هذا المهرجان باهتمام واسع لوسائل الاعلام الوطنية والدولية ومواكبة جمهور واسع يتجاوز أحيانا 100 ألف. ويعرف مشاركة ألمع الفنانات والفنانين من داخل المغرب وخارجه كما تجمع بين عديد الانماط الموسيقية الحسانية والأمازيغية والشعبية المتداولة بالمغرب. كما تضم هذه التظاهرة أنشطة موازية من بينها سباق الهجن وألعاب الفروسية وسباق دولي على الطريق (10 كلم)وعروض مسرحية وندوات ثقافية وتحسيسية.